# Женская фамилия
Женская фамилия (англ. female surname) — родовое имя (фамилия) женщины. Женские фамилии (англ. feminine surnames) характерны для славянских и балтийских языков, а также венгерского (Felecan and Bugheșiu. Names and Naming. 2021. P.45).
Традиционно мужские и женские фамилии патронимические, в славянских семьях известны и матронимы, от женских имён. Взаимосвязь парадигм мужской и женской фамилий в русском литературном языке — феномен антропонимического словоизменения (Глава 2 в труде «Склонение фамилий и личных имен в русском литературном языке» Л. П. Калакуцкой, С.98-112).
В западноевропейской традиции, в частности в немецком языке, мужские и женские формы «семейного имени» нем. familenname определялись артиклем мужского и женского рода.
Общеевропейский образец, в котором женская фамилия идентична соответствующей мужской, начал оказывать существенное влияние на всю русскую морфологическую систему антропонимии (Калакуцкая, 1984, С.98).

## Образование женских фамилий
В славянских языках женские фамилии образуются, также как и мужские, с помощью притяжательного суффиксов -ов,-ин,-ск-, с добавлением флексии женского рода (-а, -ая). 
Так, в чешской фамильной антропонимической системе -ова присоединяется почти к любой мужской чешской фамилии и к женской заимствованной фамилии: чеш. Pugačovová — Пугачёва, Фучик — Фучикова.
По мнению видного специалиста по ономастике Л. П. Калакуцкой, «главными факторами, определяющими специфичность словоизменения антропонимии в современном русском литературном языке, являются : 1) противопоставленность категории морфологического рода и реального пола носителя фамилии
(имени) при формировании антропонимической парадигмы; 2) своеобразие словоизменительного соотношения парадигм мужской и женской
фамилий (имен)» (Калакуцкая, 1984. С.10)
В татарском языке при образовании женских фамилий от личных мужских имен, имеет роль окончание имени: если на твердый согласный, то -ов+а (Фаизова), но если на -ый, то -ев+а: Гани (мужское имя на татарском языке) — Ганиева (фамилия) (Замалутдинова, 2007, С. 110).
В. А. Никонов выявил ещё один способ оформления женских фамилий в XIX в.: «До сих пор ещё никто не отметил, что по всероссийской переписи 1897 г. формант -их во многих случаях отличал женщин. Семья в дер. Ананьево Кушевской вол. Холмогорского уезда: хозяин Луговой, так и его 15-летний сын, хозяйка — Луговых, так и дочь; такие примеры неоднократны в Мезенском уезде: у хозяйки и её дочери фамилия Вторых, а у
троих сыновей — Второй (с. Койнас), хозяину и его сыновьям записана фамилия Прелой, а хозяйке и дочери Прелых (д. Кысская), в д. Засуль
ская так дифференцированы фамилии внутри трех семей. Точно такие примеры мне встретились в документах той же переписи по Елуторовскому
у. Тобольской губ.» (Никонов 1980, 139). Однако с течением времени эти способы оформления женских фамилий
использовались все реже и реже, а их место начал занимать общеевропейский тип (Калакуцкая, 1984, С.99).

Иной раз от одной фамилии образуются парные, мужские и женские, прозвища. Например, при официальной фамилии Шабановские мужа зовут Шабан, а жену — Шабаниха, супругов по фамилии — Стукачевы зовут: его Стукач, её — Стукачка (Суперанская, Суслова, 1981, С.168).
От женских фамилий известно образование прозвищ по формуле «усеченная основа женской фамилии + суффикс -их(а)»: Балаба’ниха от Балаба’нова, Басала’иха от Басалаева, Голуби’ха от Го’лубева, Гончари’ха от Гончарова (Астафьева, 2017, С. 69).

## Некоторые правила склонения женских фамилий
Русские женские фамилии, за редким исключением, имеют ударение на том же гласном, что и фамилии мужские (Суперанская, Суслова, 1981, С. 152).
Склонение женский фамилий подробно рассмотрела доктор филологических наук Е. П. Буторина в «Справочнике по русскому языку для работников организаций» (табл.16-24. С.23-27), склонение женских фамилий и имён в историческом плане — Л. П. Калакуцкая. На их работы ссылается часто в ответах портал Грамота.ру. Примеры ответов.
Все женские фамилии, оканчивающиеся на согласный, не склоняются — как исконно русские, так и иностранные.
Женские фамилии типа Герцен, Фет, Гухман, Каплан, Цейтлин, Риф, Станюкович, Шварцкопф, Жук, Дрозд не склоняются так как мужской морфологический род фамилий вступает в противоречие с реальным женским полом их носительниц. Но в начале XIX в. в литературной речи подобные фамилии стремились максимально приблизить к обычным русским, придавая им патронимические суффиксы -ов или -ин, и в таком виде склонялись. Из мемуаров того времени: Герард — жена Герардова, Кар — жена Карова, Катакаузен — Катакаузена. В XIX в. с мужским псевдонимом писательницы Жорж Санд обращались как с обычным мужским именем и фамилией, в XX в. — как с женской фамилией. В XIX в. решающее значение для
склонения этой фамилии имела её грамматическая форма — мужской морфологический род, в XX в. для несклонения этой фамилии — реальный пол её носительницы (Калакуцкая, 1984. С.50).
В отличие от имен нарицательных, где все слова, оканчивающиеся на твердый согласный, мужского рода (стол, дом), а оканчивающиеся на -а (-я) — женского (баня, пальма), личные имена и фамилии соотносятся только с мужским и женским грамматическим родом в соответствии с полом именуемого (Суперанская, Суслова,1981, С. 170).
При склонении фамилий на -ин с наконечным ударением оно падает на окончание: Репнин— Репнина, Головин—Головина. В женских фамилиях оно также неизменно на окончании: Бородина́ для Бородино́й, встретил Бородину́ (Суперанская, 172)
Женские фамилии на -ина типа Смородина, Жемчужина склоняются двояко, в зависимости от склонения мужской фамилии.
Фамилии, которые оканчиваются на гласные е, и, о, у, ы, э, ю, не склоняются.
Фамилии, оканчивающиеся на гласный -а (неважно — ударный или безударный), которому предшествует согласный, склоняются независимо от того, мужские они или женские. Исключение — фамилии французского происхождения, которые оканчиваются на ударный -а, — такие фамилии не склоняются (ни мужские, ни женские). Примеры: Золя́, Дюма́.

## Женская фамилия при заимствовании
При переходе в иную антропонимическую систему женская фамилия зачастую теряет функцию гендерного различия семейного имени. Также в ряде антропонимических систем официально заставляют изменять фамилии, что нарушает право на имя.
Felecan и Bugheșiu отметили, что польские женские фамилии в Германии, в официальных документах лишены своего традиционного окончания -owa (Felecan and Bugheșiu. Names and Naming. 2021. P.45). В русской транскрипции польские женские фамилии на -ow-a, -ska/-cka (Брыльска) передаются зачастую как формы русской женской фамилии на ов-а (Романова), -ск-ая (Брыльская).